# António Xavier Ferreira de Azevedo
António Xavier Ferreira de Azevedo (Lisboa, 6 de março de 1784 — Lisboa, 18 de janeiro de 1814) foi um poeta dramático e comediógrafo português. Assinou algumas obras simplesmente como A.X.F.A. ou António Xavier.

## Biografia
Nascido em Lisboa, foi um prolífico e respeitado poeta dramático, autor de algumas das peças mais apreciadas nos teatros portugueses e brasileiros das primeiras décadas do século XIX. Muitas das suas peças nunca foram publicadas, enquanto outras apenas o foram algumas décadas após a sua morte aos 29 anos de idade. Muitas são adaptações de peças francesas e espanholas, recriadas ao gosto do público português.
António Xavier nasceu em Lisboa, a 6 de Março de 1784, filho de Vicente Ferreira de Azevedo, ao tempo meirinho geral dos contrabandos. Muito jovem, António Xavier começou por substituir o pai nos seus impedimentos e por fim sucedeu.lhe interinamente no cargo. Parece que terá exercido um cargo subalterno na Inquisição. Quando se criou o Comissariado do Exército, serviu de escriturário no Depósito dos Víveres em Alcântara, pelos anos de 1810 ou 1811. Com vida aventurosa, faleceu em Lisboa, a 18 de janeiro de 1814.
Dramaturgo muito conhecido na sua época,, é autor de mais de uma centena de dramas e farsas, entre originais e adaptações. Grande número destas obras foi encontrado em manuscrito em poder de actores e de pessoas ligadas ao teatro, sendo comparativamente poucas as que foram impressas em vida do autor.
Entre as suas obras contam-se: Palafox em Saragoça, Pedro Grande ou a Escrava de Mariemburgo, Roberto, Chefe dos Ladroes, O Marido Mandrião, Santo António livrando o pae do patíbulo, Zulmira (imitação livre de Manuel José Quintana), Manoel Mendes Enxundia, Os doudos, Ou o doudo por amor, A Parteira anatómica, O frenesi das senhoras, A sensibilidade no crime, Santo Hermenegildo, Eufemia e Polidoro, Adelli, magica, O divorcio por necessidade, A verdade triumphante, A Paz de Pruth, Os Monges de Toledo, Amor e vingança, O desertor francez, Achemet e Rakima, A inimiga do seu sexo, A mulher zelosa, O Eunucho, Os Doudos, segunda parte, O velho chorão, O Taful fóra de tempo, A viuva imaginaria, O chapeo (atribuída a D. Gastão), O velho perseguido, Clementina de Vormes, A Esposa renunciada, A mulher de dois maridos e O Patriota escossez.
O repertório inclui muitas traduções, adaptações, e mesmo plágios de peças estrangeiras, especialmente francesas, sem indicação do autor original e quase sempre com o carácter melodramático acentuado. Entre as peças adaptadas mais conhecidas estão Zulmira, Akmet e Rakima, O (novo) desertor francês e as Minas da Polónia.
Zulmira é uma variante da obra El Duque de Viseo de Manuel José Quintana, obra por sua vez derivada de The Castle Spectre de Matthew Gregory Lewis (1775-1818). Ackmet e Rakima é uma adaptação de Acmet, el Magnánimo, obra de autor espanhol desconhecido impressa em 1792. Por sua vez, O (novo) desertor francês deriva do drama Le déserteur de Louis-Sébastien Mercier, sendo classificado como «novo» para o distinguir de Le déserteur de Michel-Jean Sedaine. Quanto a As Minas da Polónia, a obra é uma tradução e adaptação de obra homónima de René-Charles Guilbert de Pixérécourt, que terá sido a primeira obra a ser classificada como um melodrama.
Teófilo Braga considera que António Xavier «não tinha cultura literária; seguia o sistema de Nicolau Luiz tomando o bom aonde o achava; a empolada linguagem dos seus dramas realçava com a declamação lamentosa e coma gesticulação ameaçadora dos velhos actores». Para aquele crítico, glória literária António Xavier são «as farsas, em que determinou a feição verdadeiramente portuguesa».

## Obras
Entre muitas outras obras dramáticas, em boa parte dispersas ou copiadas por terceiros, é autor das seguintes peças:
- Manuel Mendes Enxúndia, publicada em 1815, após a sua morte;
- O mau amigo (comédia-drama, sátira a José Agostinho de Macedo);
- O frenesi das Senhoras;
- O Eunuco (farsa);
- Achemet e Rakima
- A parteira anatómica: farsa
- Palafox em Saragoça, ou, Batalha de 10 de agosto do anno de 1808: drama em tres actos.
- Os doudos, ou, O doudo por amor: farça
- A familia do Demerarista: drama em um acto
- Versos mandados imprimir em honra do illustrissimo e excellentissimo Lord Wellington
- Zulmira, drama heroico de dous actos
- Catharina imparatriz da Russia ou A Paz do Pruth. Drama em 3 actos
- O bom amigo ou o zeloso de si mesmo, drama em 2 actos
- Pedro Grande, ou A escrava de Mariamburgo na Russia
- As minas de Polonia ou A filha das montanhas. Drama em 3 actos
- Adelli, e Alfeno, ou A tirania castigada drama magico em 2 actos
- Camila no subterrâneo
- O deliquente sem culpa ou o patriota escossez drama em 2 actos
- A inimiga do seu sexo ou O cego de chorar comedia em 2 actos
- Manoel Mendes (farsa)
- Nova farsa intitulada A parteira anatómica
- A parteira anatómica farça reprezentada no Theatro Nacional de S. Pedro em Leiria no dia 8 de Julho de 1836 repetida no dia 31 de Julho de 1836
- Verdadeiro auto de Santo António livrando seu pai do patibulo
- Zulmira